# Anita Nall
Nadia Anita Louise Nall, nach Heirat Nadia Anita Louise Richesson, (* 21. Juli 1976 in Harrisburg, Pennsylvania) ist eine ehemalige Schwimmerin aus den Vereinigten Staaten. Sie gewann bei Olympischen Spielen je eine Gold-, Silber- und Bronzemedaille sowie bei Panamerikanischen Spielen eine Bronzemedaille.

## Karriere
Anita Nall begann beim North Baltimore Aquatic Club mit dem Schwimmtraining und spezialisierte sich auf das Brustschwimmen. Bei den U.S. Olympic Trials 1992 schwamm Nall im Vorlauf und im Finale einen Weltrekord über 200 Meter Brust. Ihr Rekord im Finale von 2:25,35 Minuten wurde erst zwei Jahre später unterboten.
Bei den Olympischen Spielen 1992 in Barcelona wurde zunächst der Wettbewerb im 200-Meter-Brustschwimmen ausgetragen. Nall qualifizierte sich mit der besten Vorlaufzeit für das Finale, die Japanerin Kyōko Iwasaki schwamm im Vorlauf eine Hundertstelsekunde langsamer. Im Finale siegte die Japanerin vor der Chinesin Lin Li, drei Hundertstelsekunden hinter Lin Li schlug Nall als Dritte an und erhielt die Bronzemedaille. Über 100 Meter Brust schwamm Anita Nall im Vorlauf die zweitschnellste Zeit hinter Jelena Rudkowskaja aus dem Vereinten Team. Im Finale siegte Rudkowskaja mit 17 Hundertstelsekunden Vorsprung auf Anita Nall. Die 4-mal-100-Meter-Lagenstaffel aus den Vereinigten Staaten qualifizierte sich in der Besetzung Elizabeth Wagstaff, Megan Kleine, Summer Sanders und Nicole Haislett für das Finale und schwamm dabei die drittschnellste Zeit der Vorläufe. Im Finale traten Lea Loveless, Anita Nall, Crissy Ahmann-Leighton und Jenny Thompson für die Vereinigten Staaten an und siegten in der Weltrekordzeit von 4:02,54 Minuten mit zweieinhalb Sekunden Vorsprung auf die deutsche Staffel. Dieser Weltrekord wurde bei den Schwimmweltmeisterschaften 1994 unterboten.
1993 trat Nall bei den Pan Pacific Swimming Championships in Kōbe an. Sie siegte auf beiden Bruststrecken und mit der Lagenstaffel. Zwei Jahre später belegte sie bei den Panamerikanischen Spielen 1995 in Mar del Plata den dritten Platz über 200 Meter Brust hinter den Kanadierinnen Lisa Flood und Guylaine Cloutier. Anita Nall studierte an der Arizona State University und schwamm noch bis zum Jahr 2000, wegen anhaltender gesundheitlicher Probleme konnte sie aber nicht mehr an die Leistungen ihrer Anfangsjahre anknüpfen.
Anita Nall ist mit Luke Richesson verheiratet, der Konditionstrainer bei den Jacksonville Jaguars und den Denver Broncos in der National Football League war. Sie selber arbeitet als Beraterin für ganzheitliche Ernährung insbesondere für Allergiker. 2008 wurde sie in die International Swimming Hall of Fame aufgenommen.